# سعد طويل مسطح الأوراق

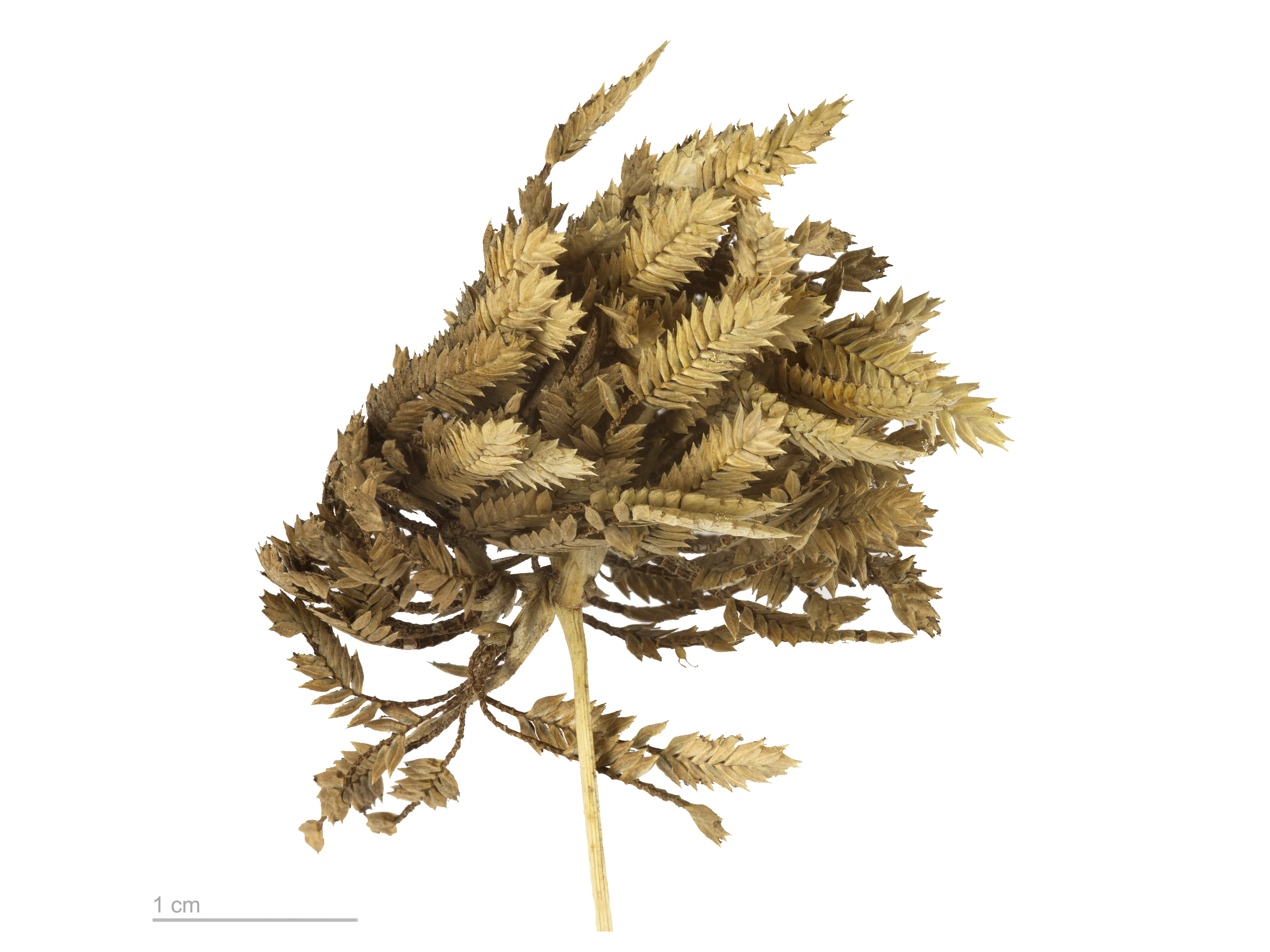
Cyperus eragrostis

السّعد الطويل مسطح الأوراق نوع نباتي يتبع جنس السعد من الفصيلة السعدية.

## الموئل والانتشار
موطنه الأصلي الولايات المتحدة ولكنه انتشر في أوروبا ومناطق أخرى.